# Enfield Shaker Museum

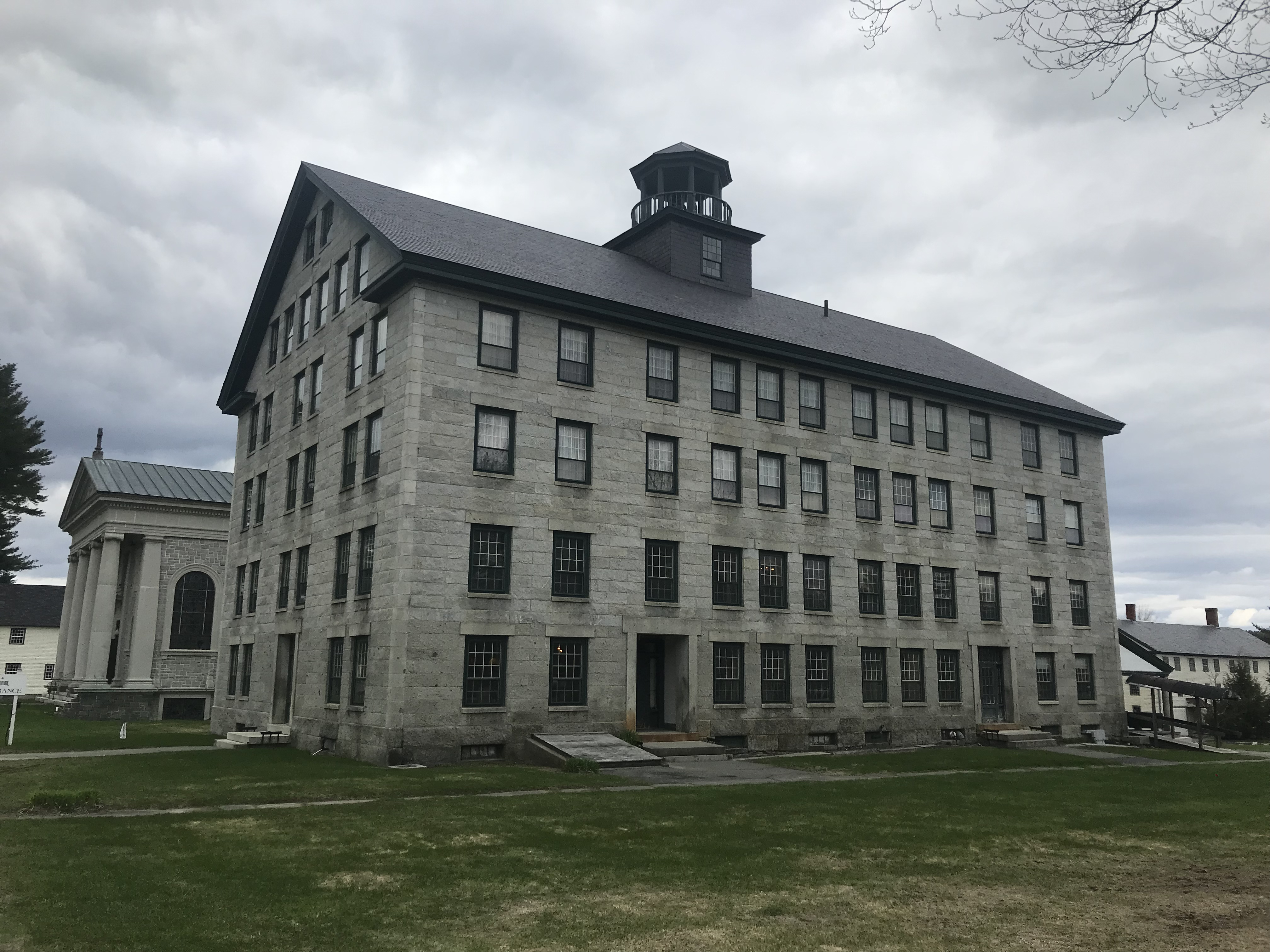
Great Stone Dwelling

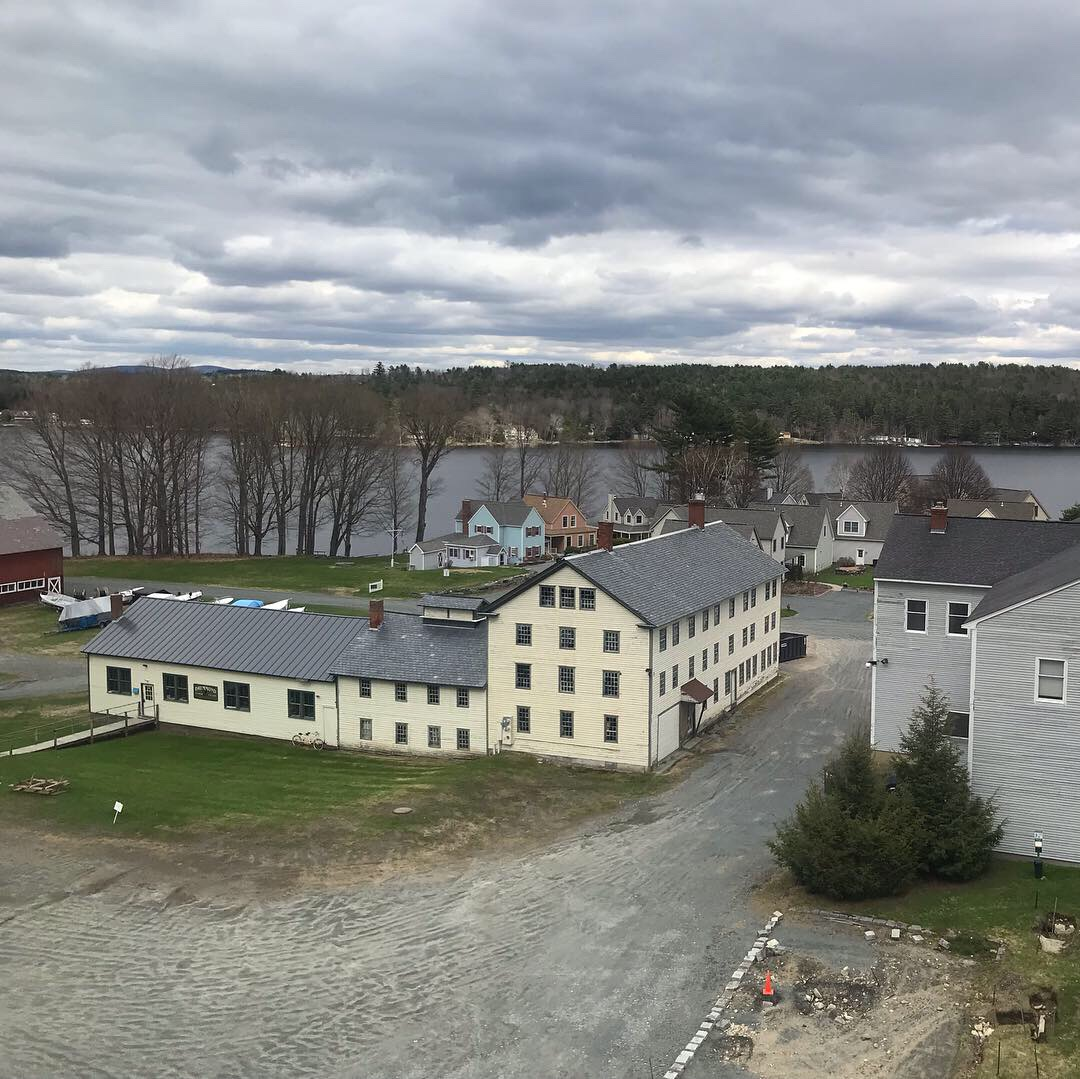
Gelände am See

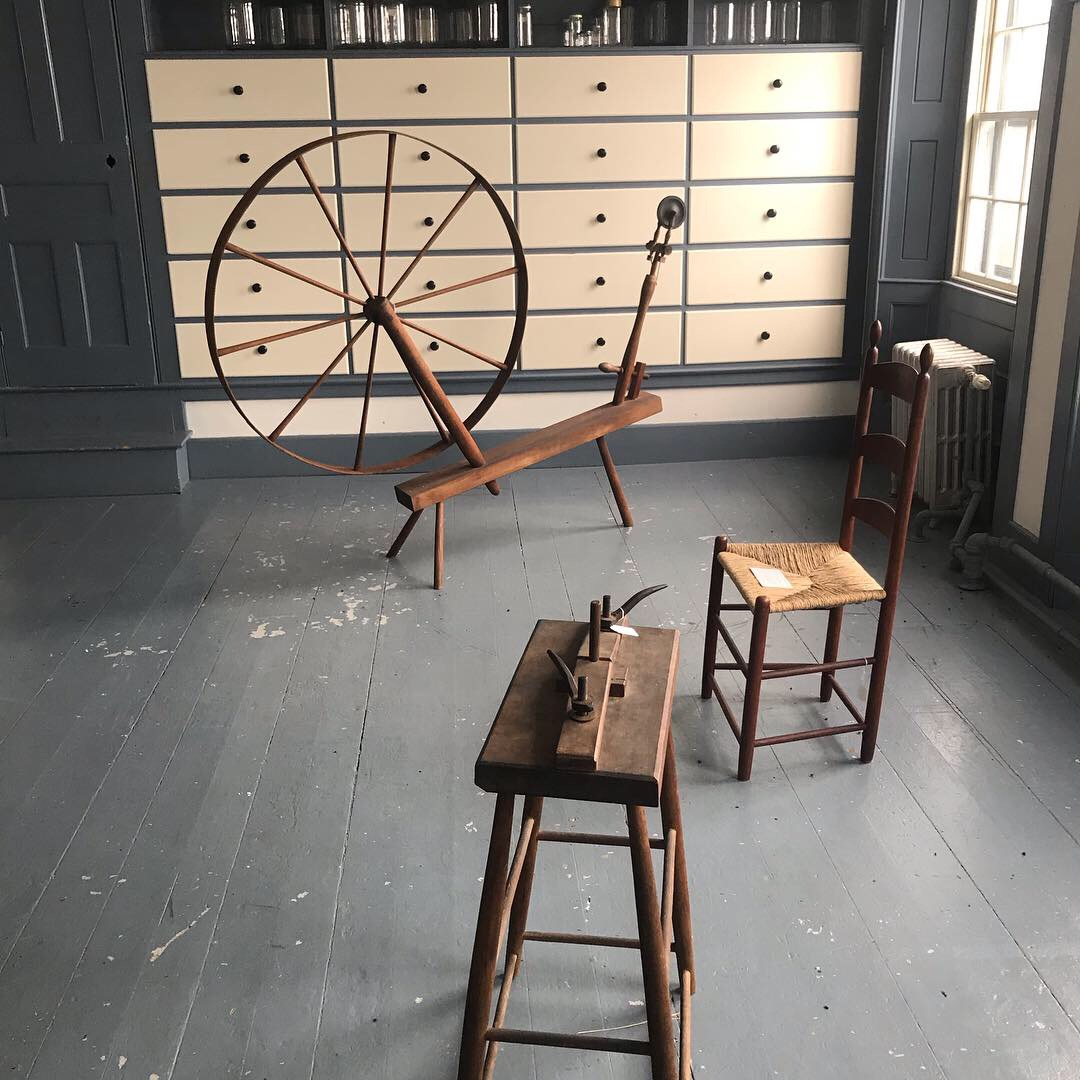
Innenansicht

Das Enfield Shaker Museum ist ein historisches Freiluftmuseum in Enfield, New Hampshire in den Vereinigten Staaten. Es widmet sich der Geschichte der Shaker, einer protestantischen Glaubensgemeinschaft, die von 1793 bis 1923 auf dem Gelände lebte, das sie Chosen Vale (erwähltes Tal) nannten. Es befindet sich in einem Tal zwischen Mount Assurance und dem Mascoma Lake, unweit des Ortes Enfield. Als die Shaker-Gemeinschaft aufgelöst wurde, ging das 11 Hektar und 13 Gebäude umfassende Gelände an den Bundesstaat.
Eines der Gebäude, das „Great Stone Dwelling“, war einst das größte Wohngebäude nördlich von Boston und ist das größte Shaker-Gebäude der USA. Es beherbergt heute das Enfield Shaker Museum. Das Museumsgelände umfasst acht Gebäude und originalgetreu bepflanzte Gärten.